# IFPI
IFPI (International Federation of the Phonographic Industry) er en international interesseorganisation for musikselskaber. Den blev grundlagt i 1933, og repræsenterer i dag (2020) mere end 1.300 musikselskaber fordelt over hele verden.

## IFPI Danmark
IFPI Danmark er foreningens danske afdeling, som arbejder for at fremme forretningsvilkår for danske musikselskaber. Organisationens medlemskreds er sammensat af både store og små musikselskaber og tæller på nuværende tidspunkt (jan. 2020) 35 medlemmer. Medlemmerne tegner sig for omkring 95 % af det samlede marked for salg og distribution af indspillet musik (inkl. Grønland og Færøerne).
Som musikselskabernes brancheorganisation arbejder IFPI Danmark blandt andet på at sikre de bedste rammevilkår for indspillet musik.  Organisationens arbejde består også i at afsøge nye muligheder for kommerciel udnyttelse af musik samt sikring af, at musikselskaberne har ressourcer til  at udviklinge ny dansk musik. IFPI Danmark publicerer årligt en stor årsrapport ved navn Musikselskaber, der blandt andet rummer aktuelle tal om musikselskabernes økonomiske trivsel og udvikling.

### Certificering
IFPI Danmark certificerer også tracks og album. På ugentlig basis udsteder IFPI Danmark album og track-certifikater for musikudgivelser, der opfylder kriterierne for at have solgt eller streamet mere end et nærmere fastsat antal eksemplarer. Kriterierne er fastsat og svarer til forholdet mellem Danmarks størrelse som land og salget af musik, hvor både salg af fysiske eksemplarer, digitale downloadformater og streams tæller med. Hitlisten.nu er Dammarks officielle hitliste for musik. Den udarbejdes af IFPI Danmark i samarbejde med analysevirksomheden M&I Service, hvor listerne ugentligt opdateres.

### DMA
IFPI Danmark står også bag den årlige prisuddeling for populærmusik Danish Music Awards (forkortet DMA), der har eksisteret siden 1989.
IFPI Danmarks samarbejdspartnere består blandt andet af Gramex, Copydan, Musikproducenternes Forvaltningsorganisation (MPO), Dansk Erhverv og Rettighedsalliancen.   

### Ledelse
- Lasse Lindholm - Direktør for kommunikation og public affairs
- Jakob Plesner - Direktør (National Group Director)
- Henrik Daldorph - Bestyrelsesformand